# Narodni dom, Ljubljana
Narodni dom je monumentalna neoklasicistična palača z neorenesančno fasado, zgrajena leta 1896, ki stoji ob Cankarjevi cesti v Ljubljani, promenadi med mestnim jedrom in parkom Tivoli.  V njem domuje Narodna galerija Slovenije.
Stavba je bila grajena po načrtih praškega arhitekta Františka E. Škabrouta, ki je zmagal na natečaju, na katerega se je prijavilo 17 arhitektov. Zgrajena je bila med letoma 1893 in 1896 kot ljubljanski in vseslovenski Narodni dom v slogu modne nove renesanse. Zidavo je vodil Adolf Wagner, arhitekt Filharmonije in kompleksa na Taboru. Zasnovana je v shemi tridelnega tlorisa, podobno kot bazilika. Imela je vrsto družabnih prostorov različnih društev, možnost postavljanja gledaliških predstav, restavracijo in velik vrt s plesiščem za palačo. V pritličju je bila tudi večja telovadnica. V začetku je imela v tej stavbi svoje prostore Slovenska akademija znanosti in umetnosti, dokler se ni preselila v svoje prostore na Novem trgu. Za potrebe Akademije je bil Narodni dom prilagojen leta 1928, Narodna galerija je odprla prvo razstavo v palači leta 1933.
Zaradi prostorske stiske se je leta 1993 Narodna galerija razširila na območje porušenega Kluba delegatov ob Puharjevi ulici, kjer je zgradila prizidek po načrtih Edvarda Ravnikarja in njegovih sodelavcev. V nove prostore so razstavili dela evropske umetnosti; postavitev je skupaj s kustosi zasnoval Miljenko Licul. Med obema stavbama je bil v letih 2001–2002 zgrajen vmesni trakt po načrtih ateljeja Sadar + Vuga, za kar sta arhitekta Jurij Sadar in Boštjan Vuga prejela nekaj priznanj. V vhodni prostor so prestavili originalni Robbov vodnjak.

### Prenova 2016
V Nacionalnem programu za kulturo 2008-2011 in Strategiji razvoja Slovenije 2007-2013 ter drugih relevantnih dokumentih je bila načrtovana prenova celotnega objekta, ki je bila omogočena z izselitvijo Športnega društva Narodni dom. Na osnovi idejne zasnove prenove Narodne galerije, ki jo je izdelal arhitekturni bilo Šabec, Kalan Šabec – arhitekti, je projekt Rekonstrukcije objekta Narodne galerije s pripadajočo zunanjo in komunalno ureditvijo za gradbeno dovoljenje in projekt za izvedbo izdelal biro API ARHITEKTI, odgovorni projektant je bil Uroš Birsa. Pri izdelavi projektov so sodelovali še Konstat biro d.o.o. za gradbene konstrukcije, Biro Petkovski d.o.o. za strojne napeljave, naprave in opremo in Profi d.o.o. za elektro napeljave, naprave in opremo.
S posegi v objekt so pridobili dodanih 2145 m² novih funkcionalnih površin, namenjenih razstavni in pedagoški dejavnosti ter depojem, delavnicam in drugim servisnim prostorom. Kompleks treh stavb, ki so nastajale med letoma 1894 in 2001, obsega danes skoraj 13.000 kvadratnih metrov. Poleg stavbe pa je bila izvedena tudi vsebinska prenova z novo postavitvijo vseh zbirk. Dodali so, s pomočjo donacije, zbirko Zorana Mušiča.
Povečanje prostorov, namenjenih stalni postavitvi, na 3100 kvadratnih metrov, je omogočilo za tretjino številnejšo predstavitev eksponatov; namesto nekdanjih 409 umetniških del bo kronološko postavljena zbirka ponudila na ogled 613 umetnin.
Narodna galerija je dodatno okrasila vhodno pročelje Narodnega doma s simbolnima kipoma.